# Jurgen von Zweigbergk
Ulf Jurgen Tönnes von Zweigbergk, född 31 december 1928 i Växjö i Kronobergs län, död 19 september 2008 i Visby domkyrkoförsamling i Gotlands län, var en svensk chefredaktör och författare.

## Biografi
Jurgen von Zweigbergk var son till majoren Carl-Axel von Zweigbergk och Ingrid, ogift Frykman. Han avlade studentexamen 1948 i Västerås och filosofie kandidatexamen i Uppsala 1953. von Zweigbergk arbetade som journalist på Gotlands Allehanda 1953–1955 där han kåserade under signaturen "Domino" varefter han var anställd och på Svenska Dagbladet 1956–1957. von Zweigbergk var redaktör och ansvarig utgivare av Ung Höger 1957–1960, medarbetare på Sydsvenska Dagbladet 1961–1979 och chefredaktör och ansvarig utgivare av Gotlands Allehanda 1980–1985. Han var ansvarig för ledarsidan på Gotlands Allehanda som politisk redaktör 1986–1993. Han var därefter verksam som frilans. I Visby var von Zweigbergk även kyrkopolitiskt verksam. Han avled 2008 efter en kort tids sjukdom; han tillbringade sina sista veckor på Iliansgården i Hemse. von Zweigbergk är begraven på Södra kyrkogården i Visby.

## Familj
I sitt första äktenskap var von Zweigbergk gift 1958–1963 med småskolläraren Maud Rundgren (född 1929), 1974 omgift Hallberg, dotter till direktör Sven Rundgren och Ruth Enander samt syster till filosofie magister Vanja Rundgren som var gift med utrikesminister Lennart Bodström. Andra gången gifte sig von Zweigbergk 1965 med redaktören Madeleine Axelsson (född 1938), dotter till redaktör George Axelsson och Eva Rudenschöld. Han gifte sig tredje gången 1999 med Christine Alyhr (1943–2005), änka efter konstnären Stig Alyhr och dotter till direktör Hans Späth och Marie Klupp. von Zweigbergk hade fem döttrar, bland andra Helena von Zweigbergk, Charlotta von Zweigbergk och Amelie von Zweigbergk.